# Polyplectropus didactylus
Polyplectropus didactylus är en nattsländeart som beskrevs av Arturs Neboiss 1989. Polyplectropus didactylus ingår i släktet Polyplectropus och familjen fångstnätnattsländor. Inga underarter finns listade i Catalogue of Life.